# Kiersey Clemons
Kiersey Clemons (Los Angeles, 1993. december 17. –) amerikai színésznő.
A 2015-ös Kábszer című vígjáték-drámafilmben játszott szerepéről ismert, amelyben Cassandra „Diggy” Andrews-t alakította. Emellett olyan filmekben tűnt fel, mint a Rossz szomszédság 2. (2016), az Egyenesen át, a Hangosan dobogó szívek (2018), a Zack Snyder: Az Igazság Ligája (2021) és a Flash – A Villám (2021).
Számos tévésorozatban kapott visszatérő szerepet, többek között az Austin és Ally (2013), a Nincs titok (2014-2015), A létezés határa (2015) és az Easy (2016-2019) című sorozatokban, valamint főszerepet játszott az Angie Tribeca – A törvény nemében című vígjátéksorozat utolsó évadában (2018).

## Élete
1993. december 17-én született a floridai Pensacolában és a kaliforniai Redondo Beachen nőtt fel. Clemons afroamerikai és fehér származású.

## Pályafutása
2017-ben Clemons Callum Turnerrel játszott együtt a New York-i afférok című drámában, valamint Elliot Page-dzsel az Egyenesen át horror remake-ben. 2018-ban Nick Offerman oldalán tűnt fel a Hangosan dobogó szívek zenés vígjáték-drámában. A filmben nyújtott alakításáért 2018 áprilisában megkapta az Atlanta Filmfesztivál első Phoenix-díját. 2019-ben Thomas Mann mellett volt látható a Susi és Tekergő című élőszereplős remakeben. 2020-ban Dee Dee Skyes hangját adta a Scooby! című animációs filmben.

## Magánélete
Clemons queer-nek vallja magát. Kapcsolatban áll Ebony De La Haye ausztrál kaszkadőrdublőrrel. A pár a Sweetheart című film forgatásán ismerkedett meg, ahol De La Haye az akciójelenetek során Clemons dublőre volt.
Clemonst bipoláris zavarral diagnosztizálták, és sokat küzdött a betegséggel, különösen mielőtt hivatalosan is megállapították volna a kórt.

## Filmográfia

### Film
| Év   | Magyar cím                     | Eredeti cím                     | Szerep                    | Magyar hang        |
| ---- | ------------------------------ | ------------------------------- | ------------------------- | ------------------ |
| 2015 | Kábszer                        | Dope                            | Cassandra "Diggy" Andrews | Lamboni Anna       |
| 2016 | Rossz szomszédság 2.           | Neighbors 2: Sorority Rising    | Beth                      | Lamboni Anna       |
| 2017 | Egyenesen át                   | Flatliners                      | Sophia Manning            | Lamboni Anna       |
| 2017 | New York-i afférok             | The Only Living Boy in New York | Mimi Pastori              | Bogdányi Titanilla |
| 2018 |                                | Little Bitches                  | Marisa                    |                    |
| 2018 | Hangosan dobogó szívek         | Hearts Beat Loud                | Samantha Lee “Sam” Fisher | Mórocz Adrienn     |
| 2018 |                                | An L.A. Minute                  | Velocity                  |                    |
| 2019 |                                | Sweetheart                      | Jenn                      |                    |
| 2019 | Susi és Tekergő                | Lady and the Tramp              | Drágám                    | Faluvégi Fanni     |
| 2020 | Scooby!                        | Scoob!                          | Dee Dee Skyes (hangja)    | Csifó Dorina       |
| 2020 | Antebellum: A kiválasztott     | Antebellum                      | Julia                     | Kokas Piroska      |
| 2021 |                                | Asking for It                   | Joey                      |                    |
| 2021 | Zack Snyder: Az Igazság Ligája | Zack Snyder's Justice League    | Iris West                 | Terdik Sára        |
| 2022 | Rendben vagyok?                | Am I OK?                        | Brittany                  |                    |
| 2022 |                                | Susie Searches                  | Susie                     |                    |
| 2023 | Ismerős a múltból              | Somebody I Used to Know         | Cassidy                   | Lamboni Anna       |
| 2023 |                                | The Young Wife                  | Celestina                 |                    |
| 2023 | Flash – A Villám               | The Flash                       | Iris West                 | Csifó Dorina       |
| 2025 |                                | For Worse                       | Maria                     |                    |

### Televízió
| Év        | Magyar cím                         | Eredeti cím                        | Szerep              | Megjegyzés                                                |
| --------- | ---------------------------------- | ---------------------------------- | ------------------- | --------------------------------------------------------- |
| 2010      | Indul a risza!                     | Shake It Up                        | Danielle            | 2 epizód                                                  |
| 2011      | Bucket és Skinner hősies kalandjai | Bucket & Skinner's Epic Adventures | Summer              | 1 epizód                                                  |
| 2011      | Sok sikert, Charlie!               | Good Luck Charlie                  | Alicia              | 1 epizód                                                  |
| 2013      | CSI: A helyszínelők                | CSI: Crime Scene Investigation     | Gwen Onetta         | 1 epizód                                                  |
| 2013      | Austin és Ally                     | Austin & Ally                      | Kira Starr          | visszatérő szerep (2–3. évad)                             |
| 2013      |                                    | What's Next for Sarah?             | Oli                 | 2 epizód                                                  |
| 2014      | Cloud 9                            | Cloud 9                            | Skye Sailor         | - Disney Channel film - magyar hangja: - Tamási Nikolett  |
| 2014–2015 | Nincs titok                        | Transparent                        | Bianca              | visszatérő szerep                                         |
| 2015      | Cukorfalat                         | Eye Candy                          | Sophia Preston      | - főszerep - magyar hangja: - Lamboni Anna                |
| 2015      | A létezés határa                   | Extant                             | Lucy                | visszatérő szerep (2. évad)                               |
| 2015      |                                    | Comedy Bang! Bang!                 | pincérnő            | 1 epizód                                                  |
| 2015–2016 | Új csaj                            | New Girl                           | KC                  | 2 epizód                                                  |
| 2016–2019 |                                    | Easy                               | Chase               | 4 epizód                                                  |
| 2017      |                                    | Michael Jackson's Halloween        | Victoria (hangja)   | tévéfilm                                                  |
| 2018      | Angie Tribeca – A törvény nemében  | Angie Tribeca                      | Maria Charo         | - főszerep (4. évad) - magyar hangja: - Sipos Eszter Anna |
| 2019      | BoJack Horseman                    | BoJack Horseman                    | Jameson H. (hangja) | 1 epizód                                                  |
| 2019      |                                    | Rent: Live                         | Joanne Jefferson    | tévéfilm                                                  |
| 2021      |                                    | Red Bird Lane                      | Jane                | kiadatlan tévéfilm                                        |
| 2021–2022 |                                    | Fairfax                            | Derica (hangja)     | 15 epizód                                                 |
| 2023      | Rajzás                             | Swarm                              | Rashida             | 1 epizód                                                  |
| 2023      | Isten áldd meg Petey-t!            | Praise Petey                       | Eliza (hangja)      | 10 epizód                                                 |
| 2023–     | Monarch: A szörnyek hagyatéka      | Monarch: Legacy of Monsters        | May                 | főszerep                                                  |

## További információ
- Kiersey Clemons a PORT.hu-n (magyarul)
- Kiersey Clemons az Internetes Szinkronadatbázisban (magyarul)
- Kiersey Clemons az Internet Movie Database-ben (angolul)
- Kiersey Clemons a Rotten Tomatoeson (angolul)

## Fordítás
- Ez a szócikk részben vagy egészben a Kiersey Clemons című angol Wikipédia-szócikk fordításán alapul.  Az eredeti cikk szerkesztőit annak laptörténete sorolja fel. Ez a jelzés csupán a megfogalmazás eredetét és a szerzői jogokat jelzi, nem szolgál a cikkben szereplő információk forrásmegjelöléseként.